# 艾莉森·菲奇
艾莉森·菲奇（英語：Alison Fitch，1980年2月18日—），新西兰女子游泳运动员。她曾代表新西兰参加2006年英联邦运动会游泳比赛，获得一枚铜牌。她也曾参加1996年和2004年夏季奥林匹克运动会。